# Rigsfællesskabet

Mapa de la Mancomunidad de Dinamarca.

La Mancomunidad del Reino danés o Mancomunidad danesa (en danés: Rigsfælleskabet) es un término semioficial de las relaciones entre el territorio metropolitano de Dinamarca y sus dos regiones autónomas insulares, las Islas Feroe y Groenlandia, que colectivamente forman el Reino de Dinamarca.

## Comunidad internacional
Anteriormente, casi sin excepción, las relaciones internacionales fueron responsabilidad exclusiva de Dinamarca, en nombre de las tres regiones, pero más recientemente, ambas regiones han aumentado su papel en la política exterior. Las Islas Feroe y Groenlandia se han convertido en territorios más autónomos y tienen influencia conjunta sobre temas de política exterior que se relacionan con sus intereses nacionales, como los temas geopolíticos y la pesca comercial. Sin embargo, estas regiones siguen siendo, en un contexto internacional y la comunidad, parte de la administración danesa, donde las Islas Feroe y Groenlandia se han unido a la delegaciones danesas en la mesa de la comunidad internacional.
Las Islas Feroe y Groenlandia tienen membresía en el Consejo Nórdico. Se han convertido en miembros integrados de la Unión Europea, pero ninguno de estos países es un miembro como tal. Groenlandia, tuvo que seguir a Dinamarca en la UE en 1973, pero optó por abandonarla en 1985 después la entrada en vigor de sus nuevas leyes de autonomía que se introdujeron en 1979, siendo este el primer país que abandonó la UE. Groenlandia y las Islas Feroe son solo semi-miembros de las Naciones Unidas, la OTAN, la OCDE y la Organización Mundial del Comercio, ya que Dinamarca representa el Rigsfællesskab. Dinamarca permitió un aumento de la participación de los gobiernos de las Islas Feroe y de Groenlandia en los asuntos internacionales, por ejemplo, Groenlandia se incluyó en el proceso de un nuevo tratado entre Dinamarca y los Estados Unidos con respecto a la base aérea de Thule en el noroeste de Groenlandia.